# توماس کدزیورا
توماس کدزیورا (انگلیسی: Tomasz Kędziora؛ زادهٔ ۱۱ ژوئن ۱۹۹۴) بازیکن فوتبال اهل لهستان است.
از باشگاه‌هایی که در آن بازی کرده‌است می‌توان به باشگاه فوتبال لخ پوزنان اشاره کرد.
وی همچنین در تیم‌های ملی فوتبال لهستان بازی کرده‌است.